# Sofía Albertina de Erbach-Erbach

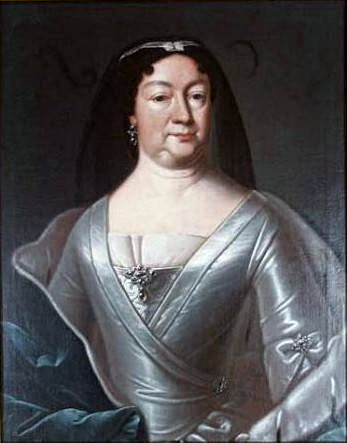
Sofía Albertina de Erbach-Erbach.

Sofía Albertina de Erbach-Erbach (Erbach, 30 de julio de 1683-Eisfeld, 4 de septiembre de 1742) fue una condesa de Erbach-Erbach por nacimiento, y duquesa de Sajonia-Hildburghausen por su matrimonio con Ernesto Federico I de Sajonia-Hildburghausen.

## Biografía
Sofía Albertina nació el 30 de julio de 1683 en Erbach, Alemania. Fue la hija menor del general Jorge Luis I de Erbach-Erbach (1643-1693) y de la condesa Amalia Catalina de Waldeck-Eisenberg (1640-1697). 
Después de la muerte de su marido en 1724, Sofía Albertina actuó como regente de su hijo, Ernesto Federico, aún menor de edad. Durante su regencia, se las arregló para reducir las deudas mediante ahorros y recortes. Despidió a gran parte de la corte y disolvió la costosa guardia. Redujo el número de impuestos de 16 a 8 y vendió la valiosa biblioteca ducal para obtener dinero en efectivo.
Su marido había vendido el distrito de Schalkau al ducado de Sajonia-Meiningen en 1723 para recaudar dinero. Pero ella consideró ilegal la venta e, influenciada por el príncipe José de Sajonia-Hildburghausen, declaró la guerra a Sajonia-Meiningen. Schalkau fue ocupado militarmente el 11 de julio de 1724 y al final de la guerra, todo el condado fue devastado y destruido. 
Después de que su hijo se hiciera cargo del gobierno en 1728, Albertina se retiró a su residencia en Eisfeld, donde murió el 4 de septiembre de 1742.

## Matrimonio e hijos
Se casó el 4 de febrero de 1704 con el duque Ernesto Federico I de Sajonia-Hildburghausen. Sofía fue la responsable de la educación de sus hijos, debido a que su esposo era soldado y estaba constantemente fuera del país. Tuvieron diez hijos:
- Ernesto Luis (1704).
- Sofía Amalia Isabel (1705-1708).
- Ernesto Luis Alberto (1707).
- Ernesto Federico II (1707-1745), se casó con Carolina de Erbach-Fürstenau y fue padre del duque Ernesto Federico III de Sajonia-Hildburghausen.
- Federico Augusto (1709-1710).
- Luis Federico (1710-1759).
- Isabel Albertina (1713-1761), se casó con el príncipe Carlos Luis de Mecklemburgo-Strelitz y fue madre de Carlota de Mecklemburgo-Strelitz.
- Emanuel Federico Carlos (1715-1718).
- Isabel Sofía (1717).
- Jorge Guillermo Federico (1720-1721).